# Marina BerBeryan
Marina BerBeryan (Ereván, URSS, 22 de septiembre de 1980) es una consultora de moda, actriz, periodista y modelo estadounidense. Es la fundadora y la editora adjunta de una revista electrónica de moda.

## Primeros años
Marina nació en Ereván, de madre ucraniana y padre armenio. Emigró con su familia a Hollywood a los diez años, y, actualmente, vive con su esposo y sus tres hijos en Hollywood.

## Carrera
Marina comenzó el modelaje y la actuación en la ciudad de Nueva York después de la migración de su familia a esa misma ciudad. En 1996 actuó en varios teatros y programas de televisión.
Su familia regresó a Los Ángeles, después de vivir unos años en Nueva York, y en aquel momento Marina eligió modelaje. Ella también es la periodista de los diarios que son activos en área de moda.
Actualmente, es la directora ejecutiva de la empresa “CPAP Store USA”.

## Filmografía
- 2015: Beverly Hills Pawn
- 2013: Tia & Tamera
- 2011: RMs. Exoti-Lady World Pageant 2011